# 제29회 미국 감독 조합상
제29회 미국 감독 조합상은 1976년 뛰어난 활동을 보인 영화 감독을 기리기 위해 1977년 3월에 열린 시상식이다. 뉴욕, Beverly Hilton Hotel에서 개최되었다.

## 수상 및 후보

### 감독상(영화부문)
- 록키 - 존 G. 아빌드센 수상

### 감독상(다큐멘터리부문)
- Arthur Bloom 수상

### 명예상
- H. C. 포터 수상